# Öyvind Vågen
Öyvind Vågen, född 23 juli 1976 i Sånga församling, är en svensk översättare från norska, danska, engelska och tyska. Vågen har översatt ett tjugotal verk, däribland titlar av Ronan Farrow, Petter Northug, Jordan Peterson, Thomas Piketty, Timothy Snyder och Gunhild Stordalen.